# Frank Andersson
Frank Öivind Stefan Andersson, född 9 maj 1956 i Trollhättan, död 9 september 2018 i Skarpnäcks distrikt i Stockholm, var en svensk brottare, mellanvikt (90 kg), som tog VM-guld 1977, 1979 och 1982 samt OS-brons i Los Angeles 1984. Under 1990-talet gjorde han karriär inom professionell wrestling i Japan och USA.

## Biografi

### Sportslig karriär
Frank Andersson var en brottare i mellanvikt och en av Sveriges genom tiderna främsta. Han började sin karriär hemma i Trollhättan, men värvades tidigt till Djurgårdens IF, där han blev en ständig medlem. Han vann junior-VM 1973 och 1975 och därefter fyra EM-guld (1976, 1978, 1979, 1981), tre VM-guld (1977, 1979, 1982) samt brons i OS 1984, allt i grekisk-romersk stil. År 1977 tilldelades han Svenska Dagbladets guldmedalj. Frank Andersson tävlade för Sundsvalls brottarklubb, SAIK, under sin mest aktiva tid på 1970-talet, dit han värvades av brottarlegenden sedermera advokaten Pelle Svensson. Frank Andersson spelade även fotboll för GIF Sundsvall under en säsong. 
OS i Los Angeles 1984 blev Frank Anderssons sista stora internationella mästerskap. Hans mål var att vinna guld, men han fick nöja sig med att ta hem bronsmedaljen. Andersson tog emot medaljen, men var så besviken att han gav bort den till en taxichaufför.
Andersson hade i början av 1990-talet också en kort karriär inom professionell brottning (wrestling). Han började inom New Japan Pro Wrestling i Japan 1991, och gick över till World Championship Wrestling (WCW) i USA 1993. 2014 gjorde han comeback och blev Stockholmsmästare i Sthlm Wrestling.

### Mediakarriär
Andersson spelade 1977 in singeln "Frank/Franks Disco" tillsammans med gruppen Kinells, men enligt honom själv kunde han inte sjunga, så singeln består av en discolåt som spelas i bakgrunden samtidigt som han intervjuas.
I film- och tv-sammanhang har Andersson bland annat synts till i en kort sekvens i filmen Göta Kanal (1981). År 2000 deltog han i Stadskampen och tävlade för Trollhättan. År 2004 (TV-sänt 2005) var han en av deltagarna i Expedition Robinson V.I.P. och år 2006 medverkade han i intervjuprogrammet Ett herrans liv i Kanal 5.
2011 deltog Frank Andersson i TV4:s Let's Dance, där han och danspartnern Charlotte Sinclair slutade tvåa. År 2013 vann Andersson "kändishoppet" på TV3. År 2015 deltog Frank Andersson i den sjunde säsongen av Mästarnas mästare. Han drabbades tidigt i programmet av förkylning, vilket tillsammans med att det också blev känt att han led av hjärtsvikt fick negativ påverkan för hans möjligheter att kunna tävla fullt ut. Han blev den förste att åka ur grupp två.
I april 2025 sände Let's Dance sitt 200:e avsnitt och hyllade tidigare deltagare som gått bort. Andersson uppmärksammades då postumt med en hyllningsvideo, samt ett dansnummer framfört av hans dotter Montana Andersson.

### Privatliv
Efter sin aktiva karriär var Andersson djurgårdare och följde Djurgårdens IF i flera sporter.
Mellan åren 1981 och 1982 gjorde 0509 Andersson, då 25 år gammal, värnplikten vid Idrottspluton på Bohusläns regemente (I 17), där han före inryckning sa: "Trivs jag inte, så stannar jag inte".
Andersson var under en period skriven i Spanien. Andersson har tre söner samt två döttrar (Isac, Mira, Montana, Winston och Mileon), födda 1996-2013.  Vid sin död var han skriven i Kärrtorp.
Andersson fick år 2010 diagnosen ADHD.

### Död
I slutet av augusti 2018 blev Andersson intagen på sjukhus efter att ha drabbats av hjärtproblem. Den 6 september genomgick han en komplicerad hjärtoperation men drabbades några dagar senare av komplikationer. Den 9 september stängdes den livsuppehållande utrustningen av och han avled på Karolinska universitetssjukhuset i Solna, 62 år gammal.

### Dokumentär
Den 28 december 2020 hade dokumentären Min pappa Frank Andersson premiär på TV4. Den är uppdelad i två olika delar och handlar om Andersson och hans äldste son Isac, född 1996, som sällan träffade fadern och i dokumentären går igenom en låda med minnen för att lära känna sin far.